# Hermann-Michael Hahn
Hermann-Michael Hahn (* 1948) ist ein deutscher Physiker, Astronom und Wissenschaftsjournalist.

## Leben
Hermann-Michael Hahn studierte Physik und Astronomie in Bonn. Seit 1976 arbeitet er als freier Wissenschaftsjournalist u. a. für die Frankfurter Allgemeine Zeitung und bis Februar 2021 für den Deutschlandfunk. Hahn veröffentlichte zahlreiche Sternkarten und Bücher zu Themen rund um die Astronomie.

## Auszeichnungen
2005 erhielt er den Hugo-Junkers-Preis der deutschen Luft- und Raumfahrtpresse für sein Buch „Outer Space – Der Kosmos-Bildatlas des Sonnensystems“.
2012 zeichnete ihn die Astronomische Gesellschaft für sein breit gefächertes Spektrum an Aktivitäten, um vor allem Grundkenntnisse aus Astronomie und Raumfahrt einem breiten Publikum zu vermitteln, mit dem Bruno-H.-Bürgel-Preis aus.

## Bücher und Karten
- Was tut sich am Himmel: Das Taschenjahrbuch für Himmelsbeobachter. (alle bei Kosmos)
  - Ausgabe 2018 ISBN 9783440154380
  - Ausgabe 2017
  - Ausgabe 2011
  - Ausgabe 2010
- Werner E. Celnik, Hermann-Michael Hahn: Astronomie für Einsteiger. 2013. Kosmos
- Sternkarte für Einsteiger. 2011. Kosmos
- Das 1mal1 der Astronomie: Planeten, Sterne, Galaxien. 2010. Kosmos
- Kosmos Basic Welches Sternbild ist das? 2009. Kosmos